# La vida privada de Enrique VIII
La vida privada de Enrique VIII (The Private Life of Henry VIII) es una película de 1933 sobre la figura de Enrique VIII de Inglaterra. Fue escrita por Lajos Biró y Arthur Wimperis y dirigida por Sir Alexander Korda.
Charles Laughton ganó en 1933 el Oscar como mejor actor por esta interpretación, y la película fue el primer largometraje inglés propuesto como candidato al premio a la mejor película. 

## Argumento
En mayo de 1536, justo después de la ejecución de su segunda mujer, Ana Bolena (Merle Oberon), Enrique VIII (Charles Laughton) se casa con su nueva dama, Juana Seymour (Wendy Barrie). Ésta muere al cabo de un año y medio, por lo que el rey fija sus miras en la princesa alemana Anne de Cleves (papel que en la película interpreta Elsa Lanchester, esposa de Laughton en la vida real). El matrimonio entre Enrique y Anne terminará en divorcio, tras el cual el monarca contraerá matrimonio de nuevo, esta vez con la hermosa y ambiciosa Lady Katherine Howard (Binnie Barnes). Su nueva esposa deja en segundo plano sus sentimientos para satisfacer su ambición, pero se enamora de Thomas Culpeper (Robert Donat), cortesano de Enrique. Su mentira y su traición acabarán causando la ruina de la pareja de enamorados, a quien su rey mandará ejecutar.

## Reparto
- Charles Laughton: Enrique VIII
- Merle Oberon: Ana Bolena
- Wendy Barrie: Juana Seymour
- Elsa Lanchester: Ana de Cléveris
- Binnie Barnes: Catalina Howard
- Robert Donat: Thomas Culpeper
- Franklin Dyall: Thomas Cromwell
- Miles Mander: Wriothesley (Thomas Wriothesley, 1505 - 1550)
- Laurence Hanray: el arzobispo Thomas Cranmer
- William Austin: el duque de Cléveris
- John Loder: Thomas Peynell
- Everley Gregg: Catalina Parr